# Église Notre-Dame de Moirax
Pour les articles homonymes, voir Église Notre-Dame.
L'église Notre-Dame est située à Moirax, dans le département de Lot-et-Garonne, en France.

## Historique
En 1049, Guillaume Arnaud, seigneur de Moirax, a donné à l'abbaye de Cluny pour fonder un prieuré bénédictin sur ses terres une église préexistante qui devait remonter au IXe siècle. Pierre de Moirax, fils du fondateur, en a été le premier prieur. Cependant, à la suite de chicanes, la construction de l'église actuelle n'a pas dû commencer avant 1060 environ.
Il y a peu d'informations sur l'histoire de l'église. On ne sait pas à quelle date et pour quelle raison les voûtes d'ogives du transept ont été faites.
En 1646, le clocheton de la coupole du chœur est restauré.
L'atelier de sculpture Tournié de Gourdon réalise le décor du chœur dont la pose va mutiler ses parties basses. Les bâtiments conventuels ont dû être reconstruits à cette époque. Ils ont été vendus comme bien national le 25 mars an II.
En 1840, l'église est en mauvais état. Elle a été restaurée plusieurs fois.
L'église Notre-Dame a été classée au titre des monuments historiques en 1846.
Elle a fait l'objet d'une campagne de sauvetage menée par les jeunes bénévoles du Club du Vieux Manoir de 1970 à 1971. 

## Description
|  |  |  |  |